# Komárom és Esztergom k.e.e. vármegye

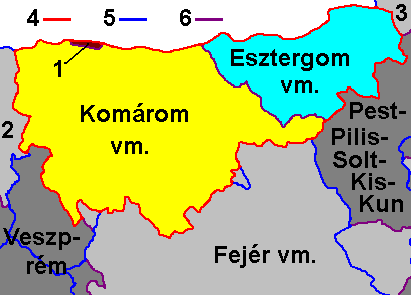
1 Komárom tjv. Magyarországon maradt része, 2 Győr vm., 3 Hont vm., 4 Komárom és Esztergom k.e.e.vm. 1923-1938, 5 mai megyehatár, 6 megszűnt 1914-es megyehatár

Komárom és Esztergom közigazgatásilag egyelőre egyesített (k.e.e.) vármegye az 1923. évi XXXV. tc. rendelkezései alapján jött létre Komárom vármegye és Esztergom vármegye, továbbá Komárom törvényhatósági jogú város Magyarországon maradt területrészeinek az összevonásával. A törvény szerint a megye három járásra oszlott és székhelye Esztergom volt.
Megszűnésére 1938-ban az első bécsi döntés nyomán került sor, amikor mindkét egykori vármegye teljes területe újra magyar birtok lett, és ezért a két megyét ismét különválasztották.
A második világháború végén kötött fegyverszüneti megállapodást követően ismét az 1938 előtti határok álltak helyre, ezért 1945-ben újabb közigazgatási rendezésre került sor, melynek során a két vármegyét Komárom-Esztergom vármegye néven egyesítették. Ennek neve 1949-től Komárom-Esztergom megye, az 1950-es megyerendezéstől kezdve Komárom megye, 1990 után ismét Komárom-Esztergom megye, 2023. január 1-től pedig újra Komárom-Esztergom vármegye.